# Il progresso delle scienze, delle lettere e delle arti
Il progresso delle scienze, delle lettere e delle arti è una rivista pubblicata a Napoli, con periodicità bimestrale, dal 1832 al 1847, per volere di Giuseppe Ricciardi.

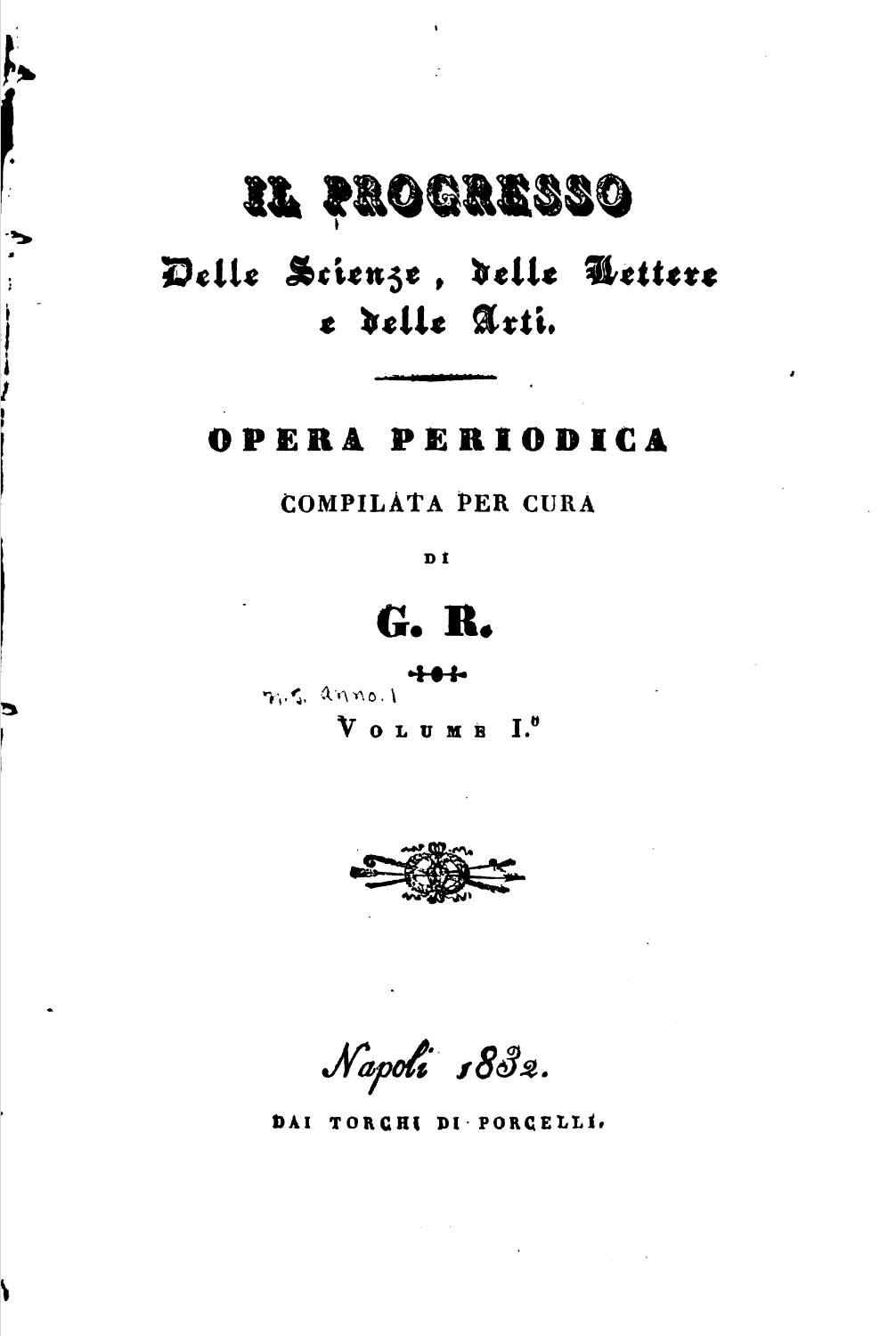
Testata del periodico, dell'anno 1832.

## Storia
La rivista apparve a Napoli nel marzo del 1832 presso lo stampatore Porcelli come continuazione de L'Antologia del Vieusseux che era stata chiusa poco tempo prima, proseguendone lo scopo di conciliare istanze neoclassiche e romantiche in Italia, divenendo il principale «organo del romanticismo napoletano».
La rivista si valeva della collaborazione di eminenti personalità della cultura napoletana (i fratelli Michele e Saverio Baldacchini, Luigi Blanch, Matteo De Augustinis, Luca de Samuele Cagnazzi, ecc.), ed era l'espressione delle speranze del ceto intellettuale napoletano nelle possibilità di progresso e di riscatto del paese, nonostante la censura borbonica; erano privilegiati pertanto i temi riguardanti la scienza e la tecnica. La linea politica non era tuttavia ben definita: si andava dal radicalismo di Giuseppe Ricciardi al moderatismo di Luigi Blanch o di Lodovico Bianchini.
Il fondatore Giuseppe Ricciardi, mazzianiano portavoce delle spinte innovatrici e modernizzatrici della borghesia liberal-moderata meridionale, dedicò tuttavia solo pochi mesi alla rivista: nel 1833 fu arrestato, condannato all'esilio e lasciò Napoli per la Francia.
Fuoriuscito il Ricciardi, l'onere di partecipare al finanziamento della rivista fu assunto nel 1834 dall'economista Lodovico Bianchini, pare tuttavia col patrocinio del ministero delle Finanze diretto all'epoca da Giovanni D'Andrea. La rivista si spostò quindi sulle posizioni ottimistiche dei fautori dell'industrializzazione, sia pure su posizioni di moderato protezionismo, e della modernizzazione dell'agricoltura nel Regno delle Due Sicilie da parte degli intellettuali filoborbonici. 
Cessato anche il riformismo di Ferdinando II e iniziata la repressione poliziesca, la rivista si allineò sempre di più sulle posizioni governative. Nel 1844 uscì una nuova serie stampata nella Tipografia Flautina che ebbe fra i collaboratori Pasquale Galluppi, Vincenzo De Grazia, Giovan Pietro Vieusseux, ecc.